# Daniels Hill
Der Daniels Hill ist ein markanter, isolierter und 1950 m hoher Nunatak im Palmerland auf der Antarktischen Halbinsel. Er ragt 24 km westlich des Kopfendes des Clifford-Gletschers aus den Eismassen im östlichen Abschnitt des Dyer-Plateaus auf.
Der United States Geological Survey kartierte ihn im Jahr 1974. Das Advisory Committee on Antarctic Names benannte ihn 1978 nach Robert Daniels, Biologe des United States Antarctic Research Program auf der Palmer Station im Jahr 1975.